# Can Mirons
Can Mirons és una masia de Pineda de Mar (Maresme) inclosa a l'Inventari del Patrimoni Arquitectònic de Catalunya. Masia fortificada de tres cossos perpendiculars a la façana principal, amb pis i golfes. Torre de defensa unida al cos esquerra, a la qual es té accés mitjançant una escala de volta interior. Una cúpula de rajola vidriada constitueix la seva coberta. A la façana posterior hi ha una petita dependència adossada. Portal rodó adovellat, i combina finestres rectangulars amb llinda recta i rodejades de motllura, amb finestres d'arc de mig punt, que semblen més modernes. Els murs de pedra tenen de 60 a 70 centímetres de gruix. La teulada és a dues vessants. Davant la façana principal hi ha el pati. Ha estat ampliada a la seva dreta amb un cos, al qual es té accés per una escala exterior. La teulada és un terrat amb balustrada. Al costat de la torre, s'ha construït un nou edifici amb ús de garatge i magatzem.